# 모치즈키 마사아키

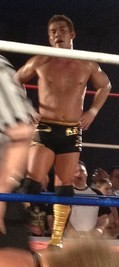
모치즈키 마사아키

모치즈키 마사아키(일본어: 望月成晃, 1970년 1월 17일 ~ )는 일본의 프로 레슬러이다.